# Heinrich Eber
Heinrich Eber (* 18. November 1915 in Heidelberg; † 10. Oktober 2008 in Erfurt) war ein deutscher evangelischer Pfarrer und Bürgerrechtler.

## Werdegang
Eber absolvierte nach dem Zweiten Weltkrieg eine Ausbildung zum Katecheten und Pfarrer. 1989 gestaltete er die politische Wende in Erfurt maßgeblich mit und war als Vertreter der Bürgerbewegung einer der ersten, die die Zentrale der Staatssicherheit in der Erfurter Andreasstraße stürmten. Nach der Wende übernahm er die Leitung des dort eingerichteten Stasi-Archivs.
Am 24. Oktober 1991 war er der erste Ostdeutsche, der mit dem Bundesverdienstkreuz ausgezeichnet wurde. Heinrich Eber war verheiratet mit Edith Eber geb. Offenhammer, das Paar hatte sechs Kinder.

## Ehrungen
- 1991: Verdienstkreuz 1. Klasse der Bundesrepublik Deutschland